# Rivetina nana
Rivetina nana är en bönsyrseart som beskrevs av Mistshenko 1967. Rivetina nana ingår i släktet Rivetina och familjen Mantidae. Inga underarter finns listade i Catalogue of Life.